# Claire Windsor

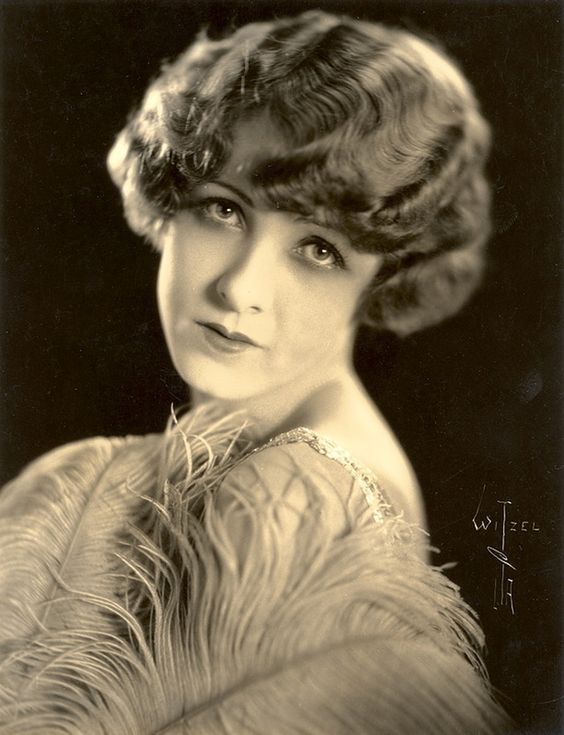
Claire Windsor (Foto von Albert Witzel, zirka 1923)

Claire Windsor (eigentlich Clara Viola Cronk; * 14. April 1892 in Phillips County, Kansas; † 24. Oktober 1972 in Los Angeles, Kalifornien) war eine US-amerikanische Schauspielerin der Stummfilmära.

## Leben
Claire Windsor wurde als jüngeres von zwei Kindern des Kaufmanns George Edwin und Rosella Fearing Cronk geboren und wuchs ab 1895 in der Gemeinde Cawker City auf, wo die Familie einen Laden mit dem Namen Cronk and Fearing betrieb. Windsors Eltern hatten ihre Wurzeln in Skandinavien. Sie absolvierte ihren Schulabschluss 1907 in Topeka, besuchte anschließend eine Schauspielschule in Seattle und studierte anschließend bildende Kunst an der Washburn University. 1910 zog die wohlhabende Familie nach Seattle.
1913 spielte Windsor ihre erste Theaterrolle in Seattle im Musical Jappyland. In dieser Zeit begegnete sie ihrem späteren Ehemann Willis Bowes aus Denver, den sie 1914 heiratete. Der gemeinsame Sohn David Willis Bowes junior wurde 1916 geboren. 1920 trennte sich das Paar und Windsor lebte zusammen mit dem Kind fortan wieder mit ihren Eltern zusammen. Um die Familie zu unterstützen, bewarb sich die junge Schauspielerin bei Filmstudios, erhielt jedoch anfangs nur Statistenrollen. Dies änderte sich, nachdem sie von der einflussreichen Regisseurin und Produzentin Lois Weber entdeckt wurde, die ihr zu einem Vertrag bei Paramount Pictures verhalf.
Zu Windsors bekanntesten Filmauftritten der Stummfilmjahre gehört die weibliche Hauptrolle im Drama The Blot von 1921. Insgesamt war sie in 60 Stumm- und Tonfilmproduktionen zu sehen, bei denen sie in den 1920er Jahren zumeist Hauptrollen, danach überwiegend Nebenrollen verkörperte. Einen ihrer letzten größeren Auftritte hatte Windsor 1932 als Alice in Self-Defense.
Claire Windsor war für ihre Affären mit ihren männlichen Co-Stars bekannt, die von der Boulevardpresse rege verfolgt wurden. Unter anderem hatte sie eine Beziehung mit dem zwölf Jahre jüngeren Charles Rogers. 1925 heiratete Windsor den Schauspieler Bert Lytell, doch auch diese Ehe wurde nach zwei Jahren wieder geschieden. In den folgenden Jahren hatte die Schauspielerin weitere Affären mit einflussreichen Persönlichkeiten, was mehrere Skandale auslöste. So wurde sie erfolglos von der Frau eines aus Boston stammenden Anwalts mit der Begründung verklagt, ihr den Mann „gestohlen“ zu haben.
Mit Aufkommen des Tonfilms fiel es Claire Windsor wie vielen anderen Darstellern der Stummfilmära schwer, neue Rollenangebote zu bekommen. In den 1930er Jahren trat sie in mehreren Tonfilmen auf, konnte jedoch nicht ihre alte Popularität erreichen. Sie betätigte sich daher in den folgenden Jahren vermehrt als Bühnenschauspielerin, unter anderem auf einer gemeinsamen Tour mit Al Jolson im Stück The Wonder Bar. 1945 beendete Windsor ihre Laufbahn endgültig und betätigte sich fortan als Malerin. Zwei Jahre zuvor hatte sie ihren Künstlernamen als ihren offiziellen Namen eintragen lassen, auch ihr Sohn nannte sich fortan „Windsor“.
Claire Windsor lebte in einem für sie 1923 erbauten Anwesen in den Hollywood Hills. Sie starb am 24. Oktober 1972 im Alter von 80 Jahren (laut einigen zeitgenössischen Nachrufen 74 Jahren) im Good Samaritan Hospital an den Folgen eines Herzinfarkts. Die Schauspielerin wurde auf dem Forest Lawn Memorial Park bestattet. Ihr Sohn starb nur ein Jahr später im Alter von 57 Jahren. Für ihre Verdienste um die Filmwelt erhielt Windsor einen Stern auf dem Hollywood Walk of Fame auf Höhe des 7021 Hollywood Boulevard.

## Filmografie (Auswahl)
- 1919: The Pest
- 1919: Eyes of Youth
- 1920: In the Heart of a Fool
- 1920: To Please One Woman
- 1921: What’s Worth While?
- 1921: Too Wise Wives
- 1921: What Do Men Want?
- 1922: The WAMPAS Baby Stars of 1922
- 1922: Grand Larceny (verschollen)
- 1922: One Clear Call
- 1922: Fools First
- 1922: Brothers Under the Skin
- 1923: The Eternal Three
- 1923: Im Schoße der Erde, oder Die Katastrophe auf der Zeche Osten (Little Church Around the Corner)
- 1923: Rupert of Hentzau
- 1923: Der Markt der Seelen (Souls for Sale) (Cameo)
- 1924: Nellie, the Beautiful Cloak Model
- 1924: A Son of the Sahara
- 1924: Die mit Seelen Handel treiben (For Sale)
- 1924: The Dixie Handicap
- 1924: Born Rich
- 1925: The Denial
- 1925: The White Desert
- 1925: Just a Woman
- 1925: Die Frau, die gelogen hat (The Lady Who Lied)
- 1925: Souls for Sables
- 1926: Der verheiratete Junggeselle (Dance Madness)
- 1926: Money Talks
- 1926: Tin Hats
- 1927: A Little Journey
- 1927: The Claw
- 1927: Der Held von Fort Runson (The Bugle Call)
- 1927: Foreign Devils
- 1927: The Frontiersman
- 1928: Nameless Men
- 1928: Fashion Madness
- 1928: Satan and the Woman
- 1928: The Grain of Dust
- 1928: Domestic Meddlers
- 1928: Es tut sich was in Hollywood (Show People)
- 1929: Die Weibergeschichten des Captain Lash (Captain Lash)
- 1929: Midstream
- 1932: Self-Defense
- 1933: The Constant Woman
- 1933: Kiss of Araby
- 1934: Cross Streets
- 1937: Topper – Das blonde Gespenst (Topper)
- 1938: Barefoot Boy
- 1945: How Doooo You Do!!!